# Roadia
La roadia, o roatia, o arrobadia, è un obbligo a fornire una o più prestazioni lavorative agricole in favore di qualcuno. L'istituto ebbe diffusione in Sardegna (secondo il Lamarmora principalmente in Marmilla), ove fu introdotto durante il dominio aragonese. Le prestazioni erano in genere dovute al feudatario, ma lo stesso termine è usato per prestazioni dovute a enti anche collettivi, e più in genere Arrigo Solmi le definisce "prestazioni di lavoro agrario dovute dai sudditi al pubblico potere", mentre per gli aragonesi corrispondevano ad un servicio personal. 
La roadia era inclusa fra i diritti reali connessi agli immobili, segnatamente ai terreni agricoli ed in particolare per identificare quelle prestazioni dovute per l'uso del terreno in cui si coltivassero cereali. La ratio del tributo era infatti la remunerazione della concessione in uso del terreno da parte del proprietario (in genere un feudatario).
Roadie erano previste in ragione di una ogni data parte di prodotto agricolo che il coltivatore ricavasse per sé nelle terre assegnate; vi era quindi una somiglianza con la decima, sebbene questa fosse attribuita in forma quasi esclusivamente pecuniaria, ma più precisa è l'affinità con la corvée. La prestazione poteva essere richiesta in occasione di grandi lavori in cui occorrevano masse organizzate di contadini (ad esempio per semine, arature, messature, etc.). Francesco Gandini ne dà in verità una definizione un po' diversa, attribuendo il termine direttamente ad un terreno appartenente ad un'amministrazione (quindi forse un terreno ademprivile) sul quale si effettuassero operazioni collettive di interesse generale. Tra le definizioni eccentriche, c'è anche quella di Smyth che, nel pieno tumulto causato dall'editto delle chiudende, lo definisce "atto volontario dei villici".
Il prodotto delle lavorazioni, talvolta detto anch'esso roadia, era trattenuto dal soggetto titolato a ricevere la prestazione, quindi ad esempio, nel caso di prestazioni di messatura fornite a comuni, il comune riteneva come sua proprietà quanto messato e lo conferiva al monte nummario.
L'obbligo poteva essere convertito in prestazione pecuniaria sia nel caso di impossibilità ad adempiervi del soggetto passivo, sia nel caso che il beneficiario della prestazione non avesse terre da coltivare o non volesse coltivarne.
Circa l'etimologia del termine, Max Leopold Wagner suggerisce sia da ascriversi al latino medievale "rogativa", a sua volta da "corrogata (opera)", da cui verrebbe anche il francese "corvée". 